# Benjamin Weber
Benjamin Weber (* 16. Mai 1983 in Bad Soden am Taunus) ist ein deutscher Fußballfunktionär. Seit Juli 2025 ist er Sportdirektor des FC Augsburg.

## Einstieg als Videoanalyst
Weber gelangte 2006 als Sportstudent eher zufällig in das Trainerteam von Zweitligist Mainz 05, wo er fortan als Videoanalyst Spiel- und Trainingsszenen für den damaligen Cheftrainer Jürgen Klopp aufbereitete. Ab 2008  führte Weber diese Aufgabe unter Klopps Nachfolger Jørn Andersen fort. Mit den Mainzern stieg er am Saisonende in die 1. Bundesliga auf. Anfang August 2009 ersetzte Thomas Tuchel Andersson als Cheftrainer; Weber blieb den Rheinhessen weiterhin als Videoanalyst erhalten.
Auch bei seinen weiteren Stationen bei Borussia Dortmund (2015–2017), Paris Saint-Germain (2018–2020) und Chelsea London (2021–2022) war Weber stets als Analyst an der Seite von Thomas Tuchel tätig. Mit dem FC Chelsea gewann das Gespann Ende Mai 2021 das Champions League-Finale gegen Manchester City (1:0).

## Karriere als Manager
Schon während seiner Tätigkeit als Videoanalyst reifte in Weber der Gedanke, selbst eine Führungsrolle in einem Profiklub zu übernehmen. Die Aufgaben eines Cheftrainers wollte er jedoch nicht ausführen, da er selbst nie aktiv Fußball gespielt hat. Im Januar 2023 nahm Weber ein Angebot des Zweitlisten SC Paderborn 07 an, die Position des Geschäftsführers Sport anzutreten. Unter seiner Regie erreichten die Paderborner in den folgenden zweieinhalb Jahren die Tabellenplätze sechs, sieben und vier. Zudem gelang es Weber, den Verein durch positive Transferbilanzen wirtschaftlich zu stabilisieren.
Im Juli 2025 wechselte Weber zum Erstligisten FC Augsburg. Er folgte dort auf Marinko Jurendić, von dem sich die Fuggerstädter zuvor getrennt hatten.